# Huteimi
Los huteimi (también hutaym y huteim) son una tribu del noroeste de Arabia. Tradicionalmente, se consideran un grupo paria por los árabes y su nombre ha sido utilizado concepto general para cubrir otros parias como los awazimís de Arabia oriental y los jibāliyya del Sinaí. Muchos grupos etiquetados como huteimi se llaman a sí mismos rashaida.
Huteimi es a veces incorrectamente escrito como Ḥutaym o al-Hutaym. La pronunciación estándar en árabe peninsular es ihtēm. Proviene el adjetivo ahtam y significa "un hombre cuyos dos dientes frontales están rotos de raíz", esto es, aquellos que no pueden localizar su ascendencia. Un miembro de la tribu se apellida Hutaymī. Las secciones principales de la tribu son Āl Barrāk, Āl Qalādān, Āl Shumaylān, Maẓābira, Nawāmisa y Fuhayqāt. La cabeza de Āl Barrāk es tradicionalmente el jefe de la tribu entera.
Hay poca información fiable sobre los orígenes de los huteimi, lo que es consistente con que el nombre sea un término despectivo aplicado por personas ajenas a grupos socialmente de bajo rango. Las tribus árabes no les consideran ni qaḥṭanitas ni adnanitas y, por lo tanto, no verdaderos árabes por descendencia, y se niegan a casarse con ellos. Sin embargo, una historia atribuye su estatus de paria a un acto de incesto por parte del ancestro homónimo Hutaym, que presumiblemente era árabe. Otro relato los hace descendientes de los Banū Hilāl. James Raymond Wellsted, quién les visitó a inicios de la década de 1830, especuló que eran los ictiófagos mencionados por autores clásicos.
Los huteimi se consideran a sí mismos como parientes de otro grupo paria, los sharārāt. Ambos grupos criaban dromedarios de raza de los grupos siendo así más respetados que los Ṣulayb, parias que crían burros de raza. Son considerados como cazadores superiores a los beduinos (nómadas árabes nobles), pero inferiores a los Ṣulayb. También crían ovejas y cabras. Los huteimi de la costa se dedican a la pesca.
Los huteimi viven principalmente alrededor de Jáibar y el campo de lava Harrat Jáibar también se ha llamado Harrat Huteimi. También viven en el desiero de An-Nafūd y el oasis al-Mustajidda y han emigrado a Tihāma hacia el sur. Los grupos etiquetados como huteimi también se encuentran en Egipto, Sudán y las islas del Mar Rojo, aunque no está claro si estos grupos están realmente relacionados con los huteimi peninsulares. Los comerciantes de camellos huteimi de Kasala se han casado con miembros del pueblo Beja.
El término huteimi aparece por primera vez en la literatura árabe alrededor de 1200, luego nuevamente en los registros tributarios del imperio otomano de inicios del siglo XVI. Era una de las cinco tribus del sanjacado de Gaza que pagaba tributo al sultán. Un registro de 1553 afirma que habitualmente asaltaban el sanjacado de Ajlun y tuvieron que ser sofocados. Para el siglo XIX, según lo registrado por varios viajeros europeos, el término se usaba para describir una casta baja y no una tribu específica. El poeta inglés Charles Montagu Doughty viajó a través de territorio huteimi en 1877–1878 y escribió sobre su experiencia en Travels in Arabia Deserta. Los consideró más robustos que los beduinos pero menos dignificados. El Manual de Arabia del Almirantazgo Británico, escrito para la rebelión árabe durante la Primera Guerra Mundial en 1916, los denigraba como soldados pero admitió que abiertamente resistieron el emirato de Yabal Sammar (adversario de Gran Bretaña) e incluso incursionaron en las afueras de la capital del emirato, Ḥāʾil.